# Баньятика
Банья́тика (итал. Bagnatica) — коммуна в Италии, располагается в регионе Ломбардия, подчиняется административному центру Бергамо.
Население составляет 3625 человек, плотность населения составляет 604 чел./км². Занимает площадь 6 км². Почтовый индекс — 24060. Телефонный код — 035.
Покровителем коммуны почитается святой Иоанн Креститель, празднование 24 июня.